# Yvonne Strahovski
Yvonne Strahovski, pseudonimo di Yvonne Jaqueline Strzechowski (Sydney, 30 luglio 1982), è un'attrice australiana.

## Biografia
È nata a Werrington Downs, un sobborgo di Sydney, da Bożena e Piotr Strzechowski, immigrati polacchi di Tomaszów Mazowiecki. Il cognome da lei adottato, Strahovski, è simile alla pronuncia polacca del suo cognome di famiglia; ciò al fine di renderlo più facilmente pronunciabile, su suggerimento del produttore esecutivo di Chuck Josh Schwartz. Suo padre è un ingegnere elettronico, mentre sua madre lavora come tecnico di laboratorio.
Ha passato gli anni del liceo al Santa Sabina College, a Strathfield. Si è poi laureata in arti e spettacolo alla University of Western Sidney nel 2003.

### Carriera
Il primo ruolo da attrice è quello di Viola in una produzione scolastica de La dodicesima notte. Ha iniziato la sua carriera professionistica recitando in alcuni film e serie televisive in Australia, inclusa una puntata nello show satirico Double the Fist e il ruolo di Freya Lewis nella serie drammatica HeadLand. È anche apparsa in un episodio della serie televisiva di Channel Nine Sea Patrol.
Mentre si trovava negli Stati Uniti per le audizioni di Bionic Woman, inviò un video per i provini della serie televisiva Chuck. Il giorno successivo, i produttori di Chuck la contattarono per provare dei dialoghi con Zachary Levi. I produttori la richiamarono una settimana dopo per informarla che era stata scelta per il ruolo di Sarah Walker. Sei mesi dopo, si trasferì negli Stati Uniti.

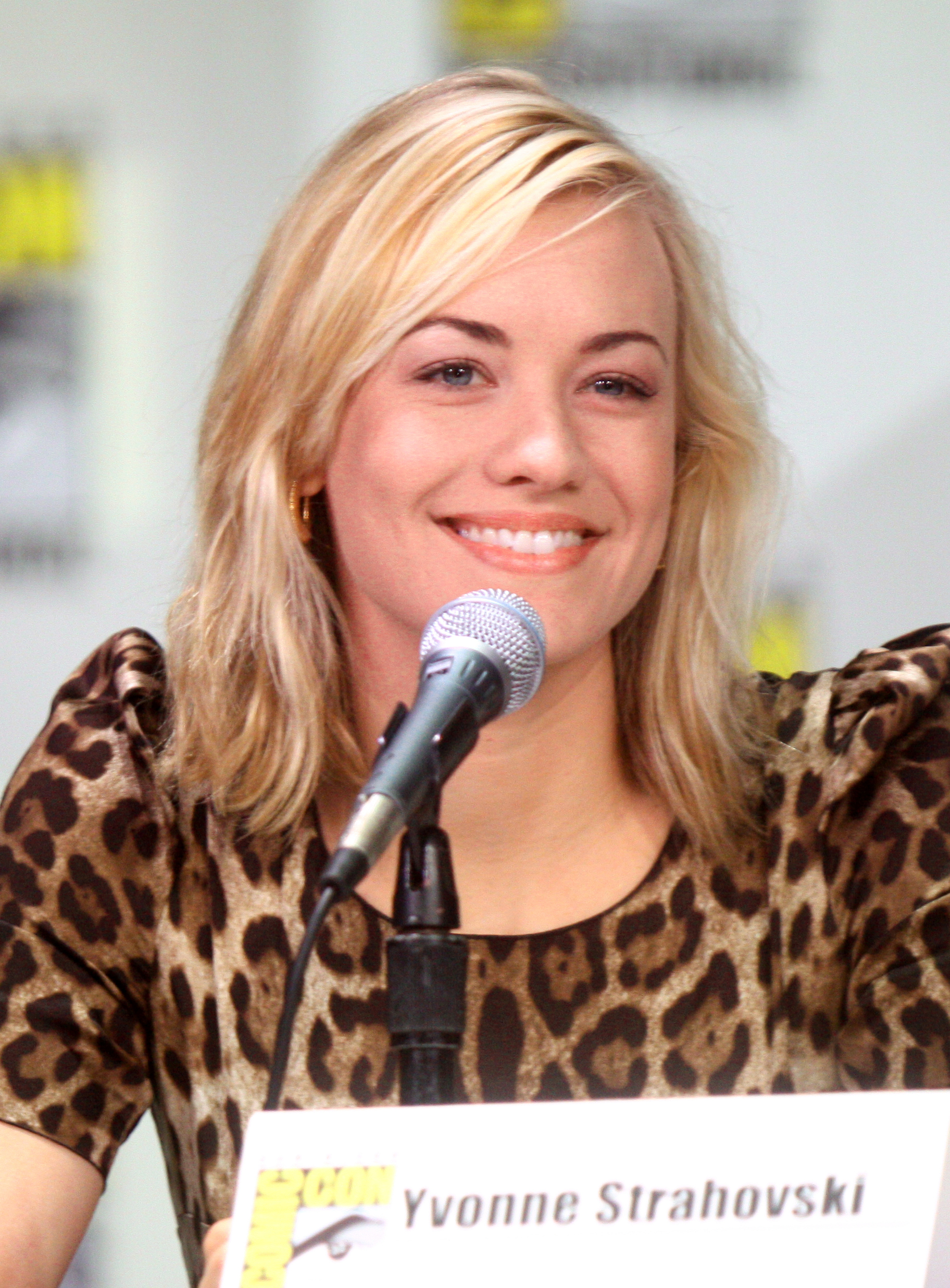
Yvonne Strahovski nel 2011 al San Diego Comic-Con International

Yvonne parla fluentemente il polacco, che ha utilizzato in un breve colloquio negli episodi Chuck vs. il diamante, Chuck vs. le tre parole e Chuck vs. la luna di miele; nonostante interpreti un'americana nella serie, ha brevemente parlato con un accento australiano nell'episodio Chuck vs. l'ex.
È famosa fra gli appassionati di videogiochi per aver doppiato e prestato il volto a Miranda Lawson nei videogiochi della BioWare Mass Effect 2 e Mass Effect 3, oltre che per aver doppiato Aya Brea nel videogioco della Square Enix The 3rd Birthday. Nel 2009 ha inoltre lavorato con Richard Harrah per la realizzazione del film The Canyon, dove ha interpretato la parte di Lori.
L'anno seguente ha ricevuto un Teen Choice Awards come miglior attrice TV d'azione per il suo lavoro in Chuck, ed è stata anche nominata agli Spike Video Game Awards come miglior performance femminile per il suo lavoro con Mass Effect 2. Ancora nel 2010, si è classificata al 1º posto nella lista delle cento donne più sexy della televisione stilata da BuddyTV.
Nel 2011 l'edizione australiana di Cosmopolitan ha conferito a Strahovski il riconoscimento di «donna impavida e divertente» (FFF - Fun Fearless Female), nonché quello di miglior attrice TV dell'anno.

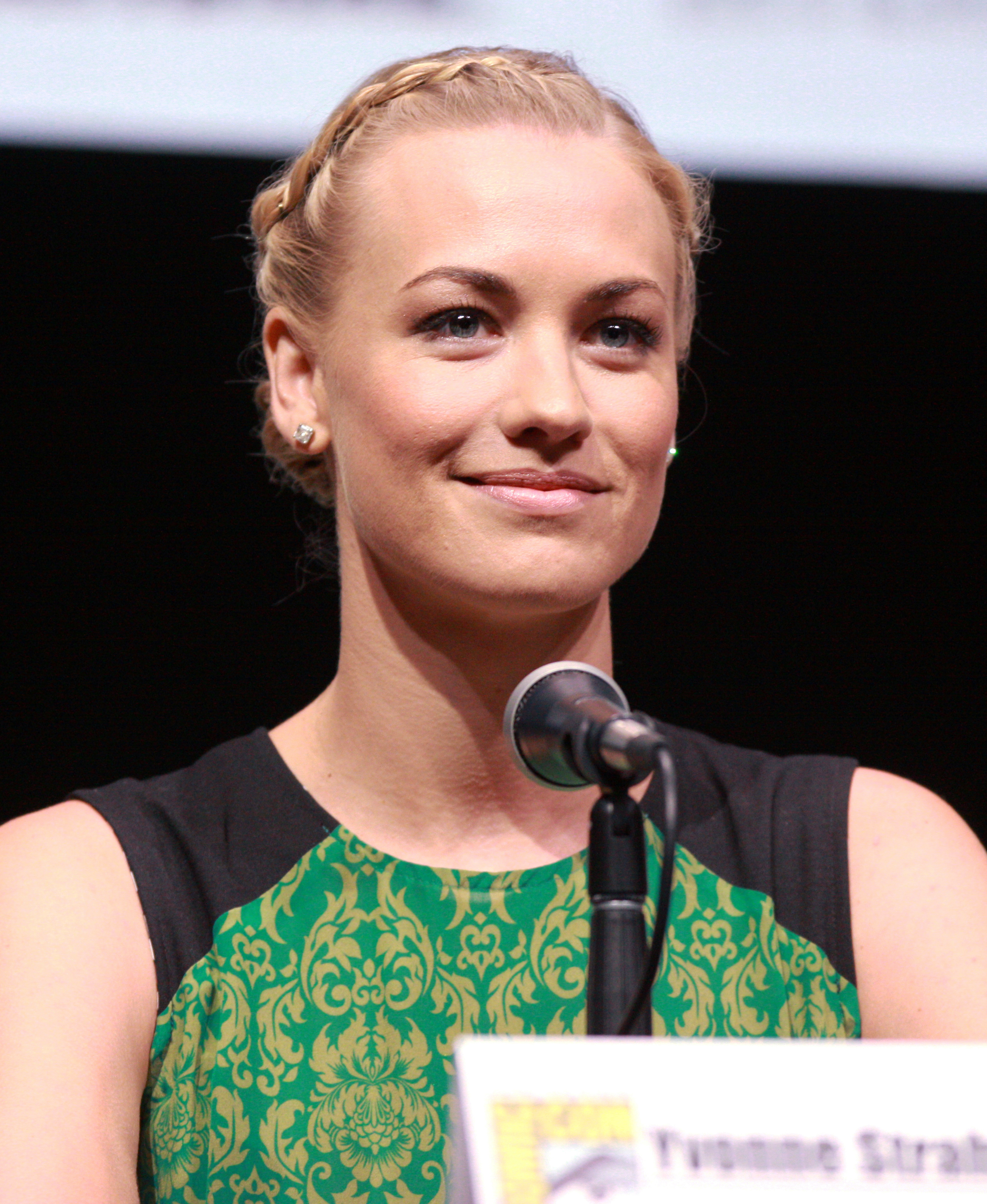
Yvonne Strahovski nel 2013 al San Diego Comic-Con International

Ad aprile 2011 è anche apparsa in uno sketch di CollegeHumor, in una parodia musicale di Katy Perry, Ke$ha e Lady Gaga. Sempre nello stesso anno è apparsa nel film Killer Elite al fianco di Jason Statham, Clive Owen e Robert De Niro. Nel maggio successivo ha poi fatto parte del cast del film Parto con mamma, con Seth Rogen e Barbra Streisand. Nel novembre 2011 è stata scelta per il ruolo di protagonista femminile nel film I, Frankenstein. Nel 2011 e nel 2012, è stata nominata di nuovo ai Teen Choice Awards nella categoria miglior attrice TV d'azione.
Nel marzo 2012, è diventata partner della nuova campagna pubblicitaria di SoBe Life. Nel maggio seguente, si è classificata al 35º posto nella classifica Maxim Hot 100 delle donne più attraenti. Sempre nello stesso anno entra a far parte del cast della serie televisiva Dexter come personaggio ricorrente, nel ruolo di Hannah McKay, ruolo che riprende anche nell'ottava stagione. Nel dicembre seguente ha fatto il suo debutto a Broadway nel revival di Clifford Odets, Golden Boy, nel ruolo di Lorna Moon. Per questa interpretazione, ha vinto un Theatre World Award. Ancora nel 2012 è stata premiata, insieme a Liam Hemsworth, per la sua carriera internazionale agli Australians in Film Breakthrough Award.
Nel maggio 2013 viene nuovamente inserita nella classifica Maxim Hot 100 delle donne più attraenti, al 46º posto. 
Nel gennaio 2014 entra a far parte del cast della miniserie televisiva 24: Live Another Day, nel ruolo dell'agente della CIA Kate Morgan. Sempre nello stesso anno è nel cast della serie televisiva The Astronaut Wives Club, nel ruolo di Rene Carpenter. Dal 2017 ricopre il ruolo di Serena Joy Waterford nella serie televisiva The Handmaid's Tale, per il quale, oltre a ricevere il plauso della critica, ottiene nel 2018 una candidatura agli Emmy Awards e nel 2019 una ai Golden Globe.

### Vita privata
Dal 2017 è sposata con il collega Tim Loden; la coppia ha tre figli, nati rispettivamente nell'ottobre del 2018, nel dicembre del 2021 e nel dicembre del 2023.

## Filmografia

### Attrice

#### Cinema
- Gone - Passaggio per l'inferno (Gone), regia di Ringan Ledwidge (2007)
- The Plex, regia di Tim Boyle (2008)
- The Canyon, regia di Richard Harrah (2009)
- I Love You Too, regia di Daina Reid (2010)
- So che ci sei (Matching Jack), regia di Nadia Tass (2010)
- Killer Elite, regia di Gary McKendry (2011)
- Parto con mamma (The Guilt Trip), regia di Anne Fletcher (2012)
- I, Frankenstein, regia di Stuart Beattie (2014)
- Chiudi gli occhi - All I See Is You (All I See Is You), regia di Marc Forster (2016)
- Manhattan Night, regia di Brian DeCubellis (2016)
- The Predator, regia di Shane Black (2018)
- He's Out There, regia di Quinn Lasher (2018)
- Angel of Mine, regia di Kim Farrant (2019)
- La guerra di domani (The Tomorrow War) regia di Chris McKay (2021)

#### Televisione
- Double the Fist – serie TV, episodio 1x04 (2004)
- HeadLand – serie TV, 33 episodi (2005-2006)
- Sea Patrol – serie TV, episodio 1x13 (2007)
- Chuck – serie TV, 91 episodi (2007-2012) – Sarah Walker
- Dexter – serie TV, 17 episodi (2012-2013) – Hannah McKay
- Louie – serie TV, episodio 4x02 (2014)
- 24: Live Another Day – miniserie TV, 12 puntate (2014)
- The Astronaut Wives Club – serie TV, 10 episodi (2015)
- The Handmaid's Tale – serie TV, 58 episodi (2017-2025)
- Stateless – serie TV, 6 episodi (2020)
- Teacup – serie TV, 8 episodi (2024)

### Doppiatrice
- Mass Effect Galaxy – videogioco (2009)
- Mass Effect 2 – videogioco (2010)
- LEGO - Le avventure di Clutch Powers (Lego: The Adventures of Clutch Powers), regia di Howard E. Baker (2010)
- The 3rd Birthday – videogioco (2011)
- Mass Effect 3 – videogioco (2012)
- Outback (The Outback), regia di Kyung Ho Lee (2012)
- Batman: Bad Blood, regia di Jay Oliva (2016)
- Rapunzel - La serie (Tangled: The Series) – serie animata, 2 episodi (2019)
- Mass Effect Legendary Edition – videogioco (2021)

## Teatro
- Golden Boy di Clifford Odets, regia di Bartlett Sher. Belasco Theatre di Broadway (2012)

## Doppiatrici italiane
Nelle versioni in italiano, Yvonne Strahovski è stata doppiata da:
- Stella Musy in Chuck, Parto con mamma, I, Frankenstein, The Astronaut Wives Club
- Federica De Bortoli in Killer Elite, Dexter, 24: Live Another Day, Louie
- Barbara De Bortoli in Manhattan Night, The Predator
- Sara Ferranti in Chiudi gli occhi - All I See Is You, La guerra di domani
- Debora Magnaghi in So che ci sei
- Eleonora Reti in Angel of Mine
- Stefania De Peppe in The Handmaid's Tale
- Francesca Manicone in Stateless

Da doppiatrice è stata sostituita da:
- Maura Marenghi in Mass Effect 2, Mass Effect 3